# Franz von Kleist
Gustav Franz Wilhelm von Kleist (* 19. September 1806 in Körbelitz; † 26. März 1882 in Berlin) war ein preußischer Ingenieuroffizier, zuletzt Generalleutnant.

## Leben

### Herkunft
Gustav Franz Wilhelm war der außereheliche Sohn des Wilhelm Franz von Kleist (* 1765; † 15. Juni 1817 in Wittenberg), Oberstleutnant im Ingenieurkorps der Preußischen Armee. Seine Mutter war eine geborene Fleischer. Die Ehe des Vaters mit der verwitweten Henriette Dorothea Tetzmar, geborene Lilien, blieb kinderlos. Der Vater legitimierte ihn später, konnte ihm jedoch den Adelsstand nicht übertragen.

### Militärkarriere
Kleist besuchte die Domschule Magdeburg und trat am 1. Oktober 1823 in die 3. Pionierabteilung in Magdeburg ein. Vom 1. Oktober 1824 bis 15. Juli 1827 wurde er zur Ausbildung an die Vereinigte Artillerie- und Ingenieurschule kommandiert. 1829 wurde er Sekondeleutnant und ins Ingenieurkorps eingegliedert. Von 1829 bis 1832 diente er bei der 2. Pionierabteilung. Er wurde von 1833 bis 1839 in Küstrin und von 1840 bis 1842 in Spandau im Festungsbaudienst verwendet. 1843 wurde er zum Premierleutnant befördert und war dann von Mai 1843 bis Oktober 1847 Adjutant der 2. Festungsinspektion. Am 26. Oktober 1847 wurde er zum Hauptmann befördert. Von 1848 bis 1850 diente er bei der Fortifikation in Stettin. Ende 1850 wurde er zum Platz-Ingenieur von Stettin und Alt-Damm ernannt.
1852 wurde Kleist Festungsbaudirektor in Swinemünde ernannt, wo er 1856 zum Major im Stab des Ingenieurkorps befördert wurde. Er wurde in seiner Stellung in der Festung Swinemünde belassen und 1857 in gleicher Eigenschaft nach Königsberg in Ostpreußen versetzt. Am 1. Juli 1860 wurde er zum Oberstleutnant befördert. In Swinemünde und Königsberg verwirklichte er die Prinzipien der neupreußischen Befestigungsmanier. In Anerkennung seiner Verdienste beim Festungsbau wurde er am 8. Oktober 1860 vom König Friedrich Wilhelm IV. in den Adelsstand erhoben.
Im Oktober 1861 wurde er zum Inspektor der 7. Festungsinspektion ernannt und wenig später zum Oberst befördert. Im November desselben Jahres wurde er Mitglied der Prüfungskommission für Offiziere des Ingenieurkorps. 1865 wurde er zum Inspekteur der 2. Festungsinspektion ernannt.
Am 8. Juni 1866 wurde er zum Generalmajor ernannt und nahm im selben Jahr als Erster Ingenieuroffizier beim Generalkommando des V. Armee-Korps am Deutsch-Österreichischen Krieg unter Karl Friedrich von Steinmetz teil. Er war an den Schlachten bei Nachod, Schweinschädel und Königgrätz beteiligt. Für seine Leistungen wurde ihm am 20. September 1866 der Rote Adlerorden II. Klasse mit Eichenlaub und Schwertern am Ringe verliehen.
Im Oktober 1867 wurde er zum Inspekteur der 1. Ingenieur-Inspektion zu Berlin und im November zum Inspekteur der Vereinigten Artillerie und Ingenieur-Schule ernannt. Ab 18. Juli 1870 fungierte Kleist als stellvertretender Generalinspekteur des Ingenieur- und Pionierkorps im Großen Hauptquartier. In dieser Stellung wurde er am 26. Juli 1870 zum Generalleutnant befördert. Als solcher nahm er am Deutsch-Französischen Krieg 1870/71 an der Schlacht bei Gravelotte teil. Er vertrat zunächst den anderweitig eingesetzten General Georg von Kameke während des Vormarsches bei der Belagerung von Metz und der Schlacht bei Sedan. Er befehligte die zur Einschließung der französischen Hauptstadt erforderlich Arbeiten bis Kameke das Oberkommando des Ingenieurangriffs bei der Belagerung von Paris übernahm. Kleist wurde am 7. Oktober 1870 mit dem Eisernen Kreuz II. Klasse sowie am 19. November 1870 mit dem Großkomtur des Bayerischen Militärverdienstordens ausgezeichnet. Am 23. Dezember 1870 wurde er dann als Ingenieurgeneral zur Verfügung des Königs gestellt. Im März 1871 kehrte er aus gesundheitlichen Gründen nach Berlin zurück. Dort erhielt er im selben Monat das Großkreuz des Friedrichs-Ordens mit Schwertern. Am 29. März 1871 wurde Kleist in seiner Friedensstellung wieder eingesetzt. Im Mai wurde ihm zur Wiederherstellung seiner Gesundheit ein Urlaub von drei Monaten gewährt. Kleist kehrte nicht mehr in den Dienst zurück, sondern wurde am 16. September 1871 mit Pension zur Disposition gestellt.
Er starb 1882 in Berlin im Hause seines Schwiegersohnes, des Generals Hans Alexis von Biehler und wurde am 29. März 1882 auf dem Militärfriedhof in der Hafenheide beigesetzt.

### Familie
Kleist hatte am 4. Juni 1835 in Küstrin Charlotte Emilie Gundelach (* 20. November 1819 in Küstrin; † 16. April 1877 in Berlin) geheiratet. Sie war die Tochter des Apothekers Georg Wilhelm Gundelach und dessen Ehefrau Charlotte Wilhelmine, geborene Weigelt.